# Julius Menadier
Julius Menadier (* 7. August 1854 in Gandersheim; † 12. Januar 1939 in Berlin) war ein deutscher Numismatiker. Sein Schwerpunkt lag auf dem Gebiet der Numismatik des Mittelalters.

## Leben
Nach Besuch des Martino-Katharineums Braunschweig und dem Studium der Alten Geschichte, Archäologie und Altphilologie in Göttingen (1874) und Berlin (bis 1878) promovierte er dort 1880.
Anschließend wurde er am Herzoglichen Museum in Braunschweig (heute: Herzog Anton Ulrich-Museum) mit der Ordnung der Münzsammlung betraut. 1884 begann er als Volontär am Münzkabinett Berlin, 1885 wurde er dort Direktorialassistent. 1896 wurde Menadier zum Professor ernannt, von 1898 bis 1921 war er Direktor des Berliner Münzkabinetts, bis 1919 gemeinsam mit Heinrich Dressel. Während seiner Tätigkeit am Kabinett wurde der Sammlungsbestand ganz erheblich ausgebaut. In seinen Veröffentlichungen setzte er in erster Linie seine Kenntnisse der schriftlichen Überlieferung des Mittelalters ein, die ihn mitunter zu einem Dogmatismus gegenüber archäologischen Quellen verführten. So lieferte er sich polemische Aufsatzgefechte mit einem anderen Kenner der Mittelalternumismatik, Hermann Dannenberg. Die Streitfrage ist im Artikel Sachsenpfennig–Otto-Adelheid-Pfennig erläutert. Eine Bibliographie seiner Werke erschien 1929 zu Menadiers 75. Geburtstag; sie enthält 339 Nummern.
Höhepunkt seiner beruflichen Laufbahn war für Menadier wahrscheinlich der Umzug des Münzkabinetts in das neu erbaute Kaiser Friedrich-Museum, das als erstes Museum speziell für ein Münzkabinett erbaute Räume besaß.
Auch seine Kinder Karl (1889–1914) und Dorothea (1891–1944) waren numismatisch tätig.

## Auszeichnungen
- 1929: Ehrendoktorwürde der Universität Greifswald

## Schriften
- Deutsche Münzen. Gesammelte Aufsätze zur Geschichte des deutschen Münzwesens. 4 Bände. Weyl, Berlin 1891–1922.
- Schaumünzen des Hauses Hohenzollern. Hrsg. v. Königliche Museen zu Berlin. Asher & Co., Berlin 1901. 184 Seiten, 90 Tafeln, beschreibt etwa 700 Münzen
- Schaumünzen der Hohenzollern-Herrscher in Brandenburg-Preußen. In: Paul Seidel (Hrsg.): Hohenzollern-Jahrbuch. 1901, S. 143–157 (zlb.de – gekürzte Textfassung mit einigen Abbildungen).
- Die Münzen der Grafschaft Mark. In: Aloys Meister (Hrsg.): Die Grafschaft Mark. Festschrift zum Gedächtnis der 300jährigen Vereinigung mit Brandenburg-Preußen. Band 1. Ruhfus, Dortmund 1909, S. 667–690.
- Die Aachener Münzen. In: Zeitschrift für Numismatik. Jg. 30, 1913, S. 321–422; numismatics.org (PDF; 20 MB).

Zu weiteren Veröffentlichungen siehe bei: Tassilo Hoffmann: Die bisherigen münzwissenschaftlichen Schriften Menadiers. In: Berliner Münzblätter. Neue Folge Band 9, Jg. 49, 1929, S. 502–511.